# Kjell Grede
Kjell Birger Grede, född 12 augusti 1936 i Bromma, Stockholm, död 15 december 2017 i Tystberga, var en svensk regissör och manusförfattare. Han var rektor för Dramatiska institutet 1992–2001.

## Biografi
Kjell Grede studerade vid Stockholms universitet och avlade filosofie kandidatexamen. Därefter arbetade han som lärare för utvecklingsstörda barn, journalist, författare och målande konstnär. 1973–1975 var han konstnärlig ledare för Stiftelsen Filmverkstan och deltog i den statliga filmutredningen. Efter att ha varit rektor för Dramatiska Institutet 1992–2001 fortsatte han där som adjungerad professor 2001–2003 och sedan 2002 i samma funktion vid filmavdelningen vid Blekinge tekniska högskola.
Grede var gift med skådespelaren Bibi Andersson 1960–1973 och gifte 1975 om sig med Anita Holmberg. Han är gravsatt i minneslunden på Skogskyrkogården i Stockholm.

### Filmarbete
Hans debut inom filmens värld var som manusförfattare till filmen Karneval (1961) i regi av Lennart Olsson, om rivalitet mellan två balettdansöser, spelade av systrarna Bibi Andersson och Gerd Andersson. 1966 gjorde han den egna kortfilmen Sotaren och året därpå sin första långfilm, den flerfaldigt prisbelönta Hugo och Josefin efter Maria Gripes berättelser. Därefter följde ett flertal filmer och TV-serier. Med avstamp i det sena 1960-talets radikala exerimentlusta utvecklade Grede ett eget, poetiskt, närmast "öververkligt" filmspråk, och han framhåller ständigt det centrala i hans filmskapande: att finna livskänslan, en väg av stark längtan och möjlighetsvision av ett förhöjt tillstånd av tillvaro. Han beskriver konsten som den enda öppningen ut ur den kvävande känsla av klaustrofobi han känt sedan han var 13 år. Till hans två följande, kända filmer Harry Munter (1969) och Klara Lust (1971) skrev han därför inga vanliga manus, utan lät filmerna växa fram ur en bildberättelse i samverkan med skådespelarna. Båda filmerna handlar om udda, begåvade personer, som inte kan finna plats för sina visioner och sin speciella begåvning i det vanliga grå samhället, personer som vill vara till hjälp och skapa gemenskap, men som återkommande missförstås av omgivningen.
1976 sökte han sig till August Strindberg och gjorde en TV-serie av En dåres försvarstal. 1985 följde han upp med en TV-serie om Strindbergs liv, August Strindberg: Ett liv med Tommy Berggren i titelrollen. 1987 gjorde han ännu ett konstnärsporträtt med flerfaldigt prisbelönta Hip hip hurra! från konstnärskolonin i 1800-talets danska Skagen. 1990 kom filmen om Raoul Wallenberg i Budapest, God afton, Herr Wallenberg.

## Filmografi i urval

### Regi i urval
- 1967 – Hugo och Josefin
- 1969 – Harry Munter
- 1972 – Klara Lust
- 1974 – En enkel melodi
- 1976 – En dåres försvarstal (TV-serie)
- 1979 – Min älskade
- 1981 – Stängda dörrar (TV-teater)
- 1985 – August Strindberg: Ett liv (TV-serie)
- 1987 – Hip hip hurra!
- 1990 – God afton, Herr Wallenberg
- 2003 – Kommer du med mig då

### Manus
- 1961 – Karneval
- 1966 – Sotaren (kortfilm)
- 1967 – Hugo och Josefin
- 1969 – Harry Munter
- 1972 – Klara Lust
- 1974 – En enkel melodi
- 1976 – En dåres försvarstal (TV-serie)
- 1979 – Min älskade
- 1987 – Hip hip hurra!
- 1990 – God afton, Herr Wallenberg
- 2003 – Kommer du med mig då

## Priser och utmärkelser
- 1967/68 – Chaplin-priset, Svensk Filmindustris stipendium, Silvermussla (Concha d'Argento för "Bästa debutfilm" vid Filmfestivalen i San Sebastián) och Guldbagge för "Bästa regi" — Hugo och Josefin
- 1987 – Nyköpings stads Kulturstipendium. Grede var sedan många år bosatt i Tystberga, Nyköpings kommun.
- 1988 – Guldbagge för "Bästa regi", Juryns stora pris (Filmfestivalen i Venedig) — Hip hip hurra! [filmen, fotograf, skådespelare fick ytterligare många internationella filmpriser]
- 1990/91 – Svenska Filmkritikerförbundets pris, Guldbagge för "Bästa regi", Guldbagge för "Bästa manuskript", Guldbagge för "Bästa film" och Årets nordiska filmpris/Nordisk Panorama — God afton, Herr Wallenberg (filmen, skådespelare m. fl. fick ytterligare många internationella priser)
- 2008 – H.M. Konungens medalj av 8:e storleken i serafimerordens band.

### Nomineringar
- 1970 Guldpalmen vid Filmfestivalen i Cannes för Harry Munter
- 1988 Guldlejonet vid Filmfestivalen i Venedig för Hip hip hurra!
- 1991 Guldbjörnen vid Filmfestivalen i Berlin för God afton, Herr Wallenberg